# Fate as a Rat
Fate as a Rat (en búlgaro, Съдбата като плъх) es una película de comedia criminal búlgara de 2001 dirigida por Ivan Pavlov. Fue la presentación de Bulgaria a los 74.ª Premios de la Academia para el Premio de la Academia a la Mejor Película Internacional, pero no fue nominada.